# Komarowate
Komarowate, komary (Culicidae) – występująca na całym świecie rodzina owadów (nadrodzina Culicoidea) z rzędu muchówek. Znanych jest ponad 40 rodzajów i ok. 3,5 tys. gatunków komarów. Dawniej do rodziny komarowatych zaliczano także jako podrodziny: Chaoborinae (obecnie rodzina Chaoboridae) i Dixinae (obecnie rodzina Dixidae).

## Budowa ciała
Dorosłe komary mają aparat gębowy kłująco-ssący. Składa się on z wydłużonych: warg (górnej i dolnej), żuwaczki, podgębia oraz szczęk I pary.

## Fizjologia
Samice tych owadów ssą krew zwierząt stałocieplnych, a niektóre owadów, ponieważ do powstania jaj w jajnikach wymagają odżywiania się krwią określonych gatunków zwierząt. Natomiast samce żywią się nektarem kwiatów.
Samice komarów przywabia zwiększone stężenie dwutlenku węgla w wydychanym powietrzu oraz kwas mlekowy i inne składniki potu, takie jak oktanol. Posługują się też termodetekcją, co sprawia, że w przypadku ludzi bardziej narażeni na ukąszenia komarów są młodzi mężczyźni, dzieci i kobiety w okresie owulacji.
Badania wykazały, że receptory Anopheles gambiae (wprowadzony do mutanta muszki owocowej) reagują na 4-metylofenol oraz 1-okten-3-ol. Jeden rodzaj receptora reaguje na jeden lub niewielką liczbę związków chemicznych.
Samica po przyłożeniu kłujki do ciała zwierzęcia puszcza w ruch szczęki kształtu lancetu zaopatrzonego w haczyki. Ruchy szczęk w górę i w dół powodują przecięcie skóry, następnie do rany zostaje wstrzyknięta kropelka śliny, która ma zapobiec krzepnięciu krwi. Samica odlatuje dopiero wtedy, gdy wypełni wole krwią ofiary. Ślina samicy zawiera substancję chemiczną, podrażniającą skórę, może także dochodzić do reakcji alergicznej. Dlatego po ukłuciu skóra czerwienieje, puchnie i swędzi.

## Tryb życia i cykl rozwojowy

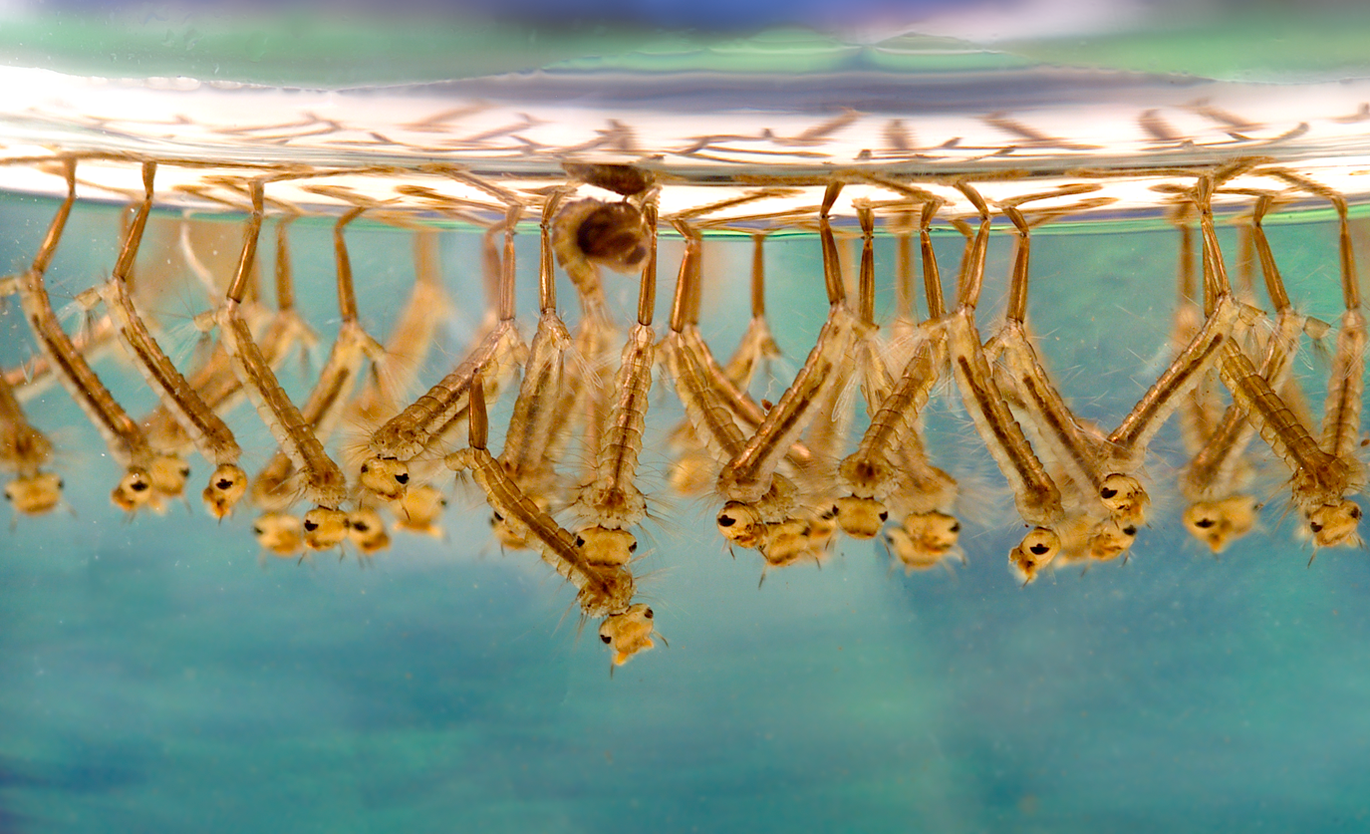
Larwy komarów

Larwy rozwijają się w środowisku wodnym. Osobniki dorosłe latają wieczorami w dużych chmarach nad podmokłymi łąkami, w pobliżu jezior, stawów i rzek. Jedne gatunki wybierają zacienione przybrzeża, inne znowu oświetlone, wolne przestrzenie wodne.
Komarowate przechodzą przeobrażenie zupełne. Samica, po nassaniu się krwi ssaka, składa na powierzchni wody zwężone na jednym końcu jaja tak blisko siebie, że woda nie może dostać się między nie. W niektórych przypadkach jaja nie rozwijają się, o ile nie przejdą przez okres chłodu i nie znajdują się przez pewien okres w środowisku wilgotnym. Z jaj wylęgają się larwy. Oddychają one wystawiając ponad powierzchnię wody specjalną rurkę, w którą zaopatrzony jest odwłok. Położenie, jakie zajmują larwy w wodzie, jest charakterystyczne dla danego gatunku. Larwy pospolitego komara brzęczącego wiszą głową w dół, natomiast larwy widliszka układają się poziomo pod powierzchnią wody. Larwy komarów są bardzo płochliwe i zaniepokojone szybko nurkują. Żywią się na ogół rozkładającą się materią organiczną, filtrując wodę, a tylko niektóre gatunki są drapieżne.
Poczwarki komarów, w przeciwieństwie do poczwarek innych owadów, są bardzo ruchliwe. Zazwyczaj przebywają tuż pod powierzchnią wody, oddychając powietrzem atmosferycznym przez dwie rurki oddechowe, znajdujące się na grzbiecie przedniej części głowotułowia, jednak zaniepokojone szybko się zanurzają przy pomocy wiosła, które znajduje się na końcu odwłoka. Bezpośrednio przed przeobrażeniem się w postać dojrzałą (imago), poczwarka pobiera dużo powietrza, tak że grzbietowa powierzchnia głowotułowia i odwłoka prostuje się, wystając nieco ponad powierzchnię wody. Następnie skórka poczwarki pęka i dojrzały komar wydostaje się na zewnątrz. Przez pewien czas pozostaje na wylince, pływającej na powierzchni wody. Z początku jest miękki i bezbarwny, wkrótce jednak przybiera ciemną barwę, twardnieje, prostuje skrzydła i nogi, po czym wzbija się w powietrze.
Tempo rozwoju komarów jest bardzo różne – jedne rozmnażają się w ciągu kilku dni, inne zaś znacznie dłużej i rozwija się wtedy tylko jedno pokolenie w ciągu roku.

## Rozmieszczenie geograficzne

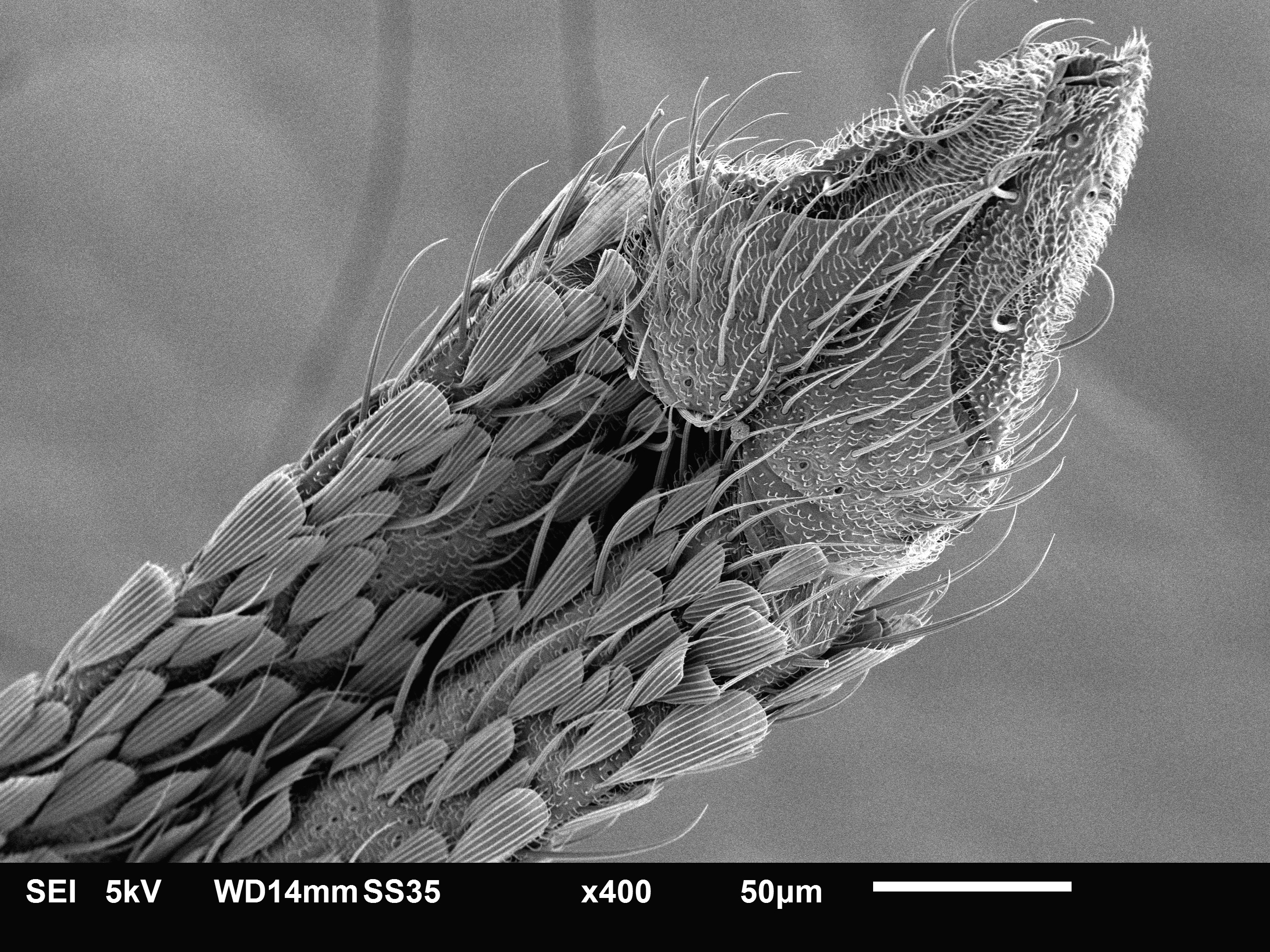
Ssawka komara w 400-krotnym powiększeniu, obraz ze skaningowego mikroskopu elektronowego

Komarowate występują od Arktyki po strefę międzyzwrotnikową.
W związku ze zmianami klimatycznymi zasięg występowania komarów ze strefy tropikalnej rozszerza się na północ, co sprawia, że w Europie (zwłaszcza południowej) rośnie zagrożenie chorobami przenoszonymi przez te gatunki.
W Polsce występuje 47 gatunków przedstawicieli tej rodziny. W niektórych latach i na niektórych terenach ich występowanie może osiągnąć nasilenie plagowe, co zwiększa prawdopodobieństwo przenoszenia chorób drogą krwi. Na niektórych terenach (np. po okresie powodzi) wdrożono programy zwalczania plagowego występowania komarów.
W Polsce (i w Europie), pospolity jest:
- komar brzęczący (Culex pipiens), z dużymi przezroczystymi skrzydłami i dwiema podłużnymi pręgami na żółtobrunatnym tułowiu. Ma on liczne rasy biologiczne, uważane przez niektórych za odrębne gatunki. Rasy te wykazują wybiórczość w stosunku do żywicieli. Np. jedna z nich atakuje tylko ptaki, inna – tylko ssaki.
- Theobaldia annulata z białymi i brunatnymi pierścieniami na nogach oraz 3-5 brunatnymi plamami na skrzydłach. Samica składa jaja wiosną w wodach stojących, przede wszystkim silnie zanieczyszczonych. Po 2–4 dniach wylęgają się larwy długości 8 mm, silnie owłosione. Ruchliwa poczwarka – następne stadium rozwojowe komara – ma maczugowaty, rozszerzony tułów zaopatrzony z przodu w dwie rurki oddechowe.
- Inne gatunki występujące w Polsce to m.in. komar widliszek (Anopheles maculipennis), Anopheles atroparvus, Anopheles messeae, Anopheles claviger i Anopheles plumbeus.

Niektóre komary tropikalne
- Anopheles gambiae – gatunek roznoszący malarię[3].
- Aedes aegypti występuje na obszarze pomiędzy 42° szerokości północnej a 40° szerokości południowej. Ma on ponad 4 mm długości i grzbietową stroną tułowia z rysunkiem w kształcie liry. Samice składają po 40-150 jaj odpornych na wysychanie. Mogą one kilka miesięcy pozostawać poza wodą. Rozwój odbywa się już w niewielkiej ilości wody mieszczącej się w dziupli drzewa, czy nawet w skorupie ślimaka. W dogodnych warunkach rozwój trwa zaledwie kilkanaście dni. Aedes aegypti prowadzi dzienny tryb życia, może jednak atakować ludzi również i w nocy. Komar ten jest przenosicielem żółtej febry, dengi, tularemii, zapalenia opon mózgowo-rdzeniowych[5].
- Anopheles mosquito i inne komary z tego rodzaju przenoszą malarię i filariozę.
- Stegomia calopus przenosi podobnie jak Aedes aegypti żółtą febrę.
- Phlebotomus papatasii przenosi podobnie jak Aedes aegypti gorączkę Denga.

## Ekologia
Larwami komarów żywią się drapieżne owady wodne, ryby oraz płazy. Dorosłymi osobnikami żywią się owady (np. ważki), ptaki (np. jaskółki, jerzyki) oraz ssaki (np. nietoperze).
Choroby roznoszone przez komary to m.in.:
- malaria
- żółta febra
- denga
- filariozy
- zapalenie opon mózgowo-rdzeniowych (West Nile virus)
- gorączka doliny Rift

## Systematyka

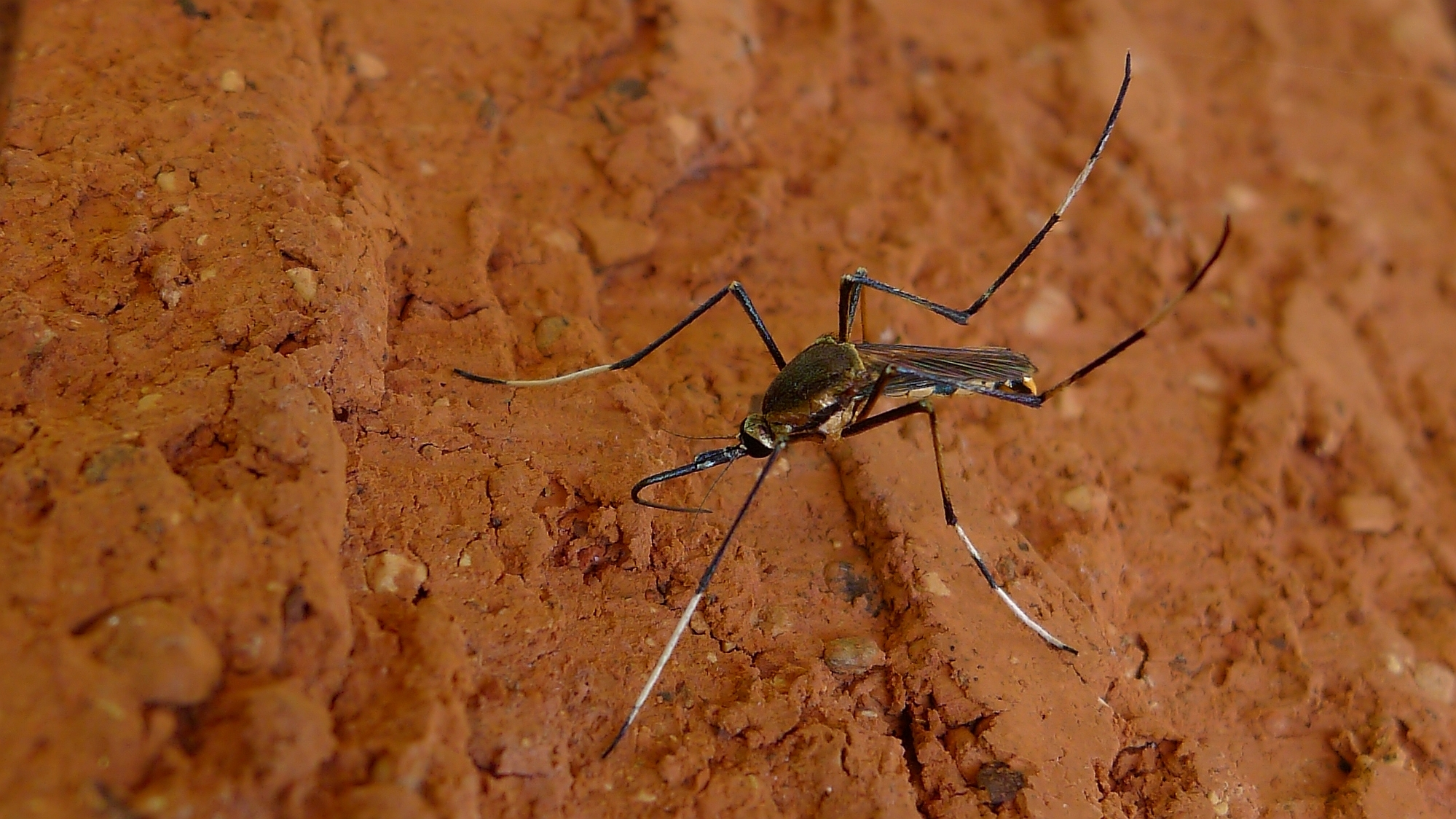
Toxorhynchites speciosus

Rodzina komarowatych dzieli się na następujące podrodziny, plemiona i rodzaje:
- podrodzina: Anophelinae
  - Anopheles
  - Bironella
  - Chagasia
- podrodzina Culicinae
  - plemię: Aedomyini
    - Aedeomyia

  - plemię: Aedini
    - Aedes
    - Armigeres
    - Eretmapodites
    - Haemagogus
    - Heizmannia
    - Opifex
    - Psorophora
    - Udaya

  - plemię: Culicini
    - Culex
    - Deinocerites
    - Galindomyia
    - Lutzia

  - plemię: Culisetini
    - Culiseta

  - plemię: Ficalbiini
    - Ficalbia
    - Mimomyia

  - plemię: Hodgesini
    - Hodgesia

  - plemię: Mansoniini
    - Coquillettidia
    - Mansonia

  - plemię: Orthopodomyiini
    - Orthopodomyia
    - Ayurakitia

  - plemię: Sabethini
    - Isostomyia
    - Johnbelkinia
    - Kimia
    - Limatus
    - Malaya
    - Maorigoeldia
    - Onirion
    - Runchomyia
    - Sabethes
    - Shannoniana
    - Topomyia
    - Trichoprosopon
    - Tripteroides
    - Wyeomyia

  - plemię: Toxorhynchitini
    - Toxorhynchites

  - plemię: Uranotaeniini
    - Uranotaenia
- podrodzina:?
  - †Neoculicites[8]